# Кушнировка
Кушнировка (укр. Кушнирівка) — село в Волочисском районе Хмельницкой области Украины.
Население по переписи 2001 года составляло 307 человек. Почтовый индекс — 31223. Телефонный код — 3845. Занимает площадь 4,2 км². Код КОАТУУ — 6820988302.

## Местный совет
31223, Хмельницкая обл., Волочисский р-н, с. Холодец